# Ledopad Bugristyj
Ledopad Bugristyj (englische Transkription von russisch Ледопад Бугристый Ledopad Bugristy, deutsch ‚Hügeliger Gletscherbruch‘) ist ein Gletscherbruch im ostantarktischen Coatsland. Er liegt westlich der Shackleton Range.
Russische Wissenschaftler nahmen seine deskriptive Benennung vor.